# Гизела Бургундская (маркграфиня Монферрата)
Гизела Бургундская (1075—1133) — графиня Савойи в первом браке и маркграфиня Монферрата во втором браке. Дочь Гильома I Бургундского и его жены Стефании.
В 1090 году Гизела вышла замуж за Гумберта II, графа Савойи. У них было семеро детей:
- Амадей III (1095—1149), граф Савойи и Морьена
- Гильом (ум. 1130), каноник в Льеже
- Гумберт (ум. 1131)
- Ги, аббат в Намюре
- Рейнальд (ум. после 1150), прево де Сен-Морис д’Агон
- Аделаида Савойская (ок. 1100—1154), жена короля Франции Людовика VI
- Агнесса де Морьен (1104—1180), жена Аршамбо VII Бурбонского

Овдовев, Гизела вышла замуж за Раньери, маркграфа Монферрата. У них было пятеро детей:
- Джоанна (ум. 1191), года жена графа Фландрии Вильгельма Клитона[4]
- Гульельмо V Старый (ок. 1115—1191), маркграф Монферратский
- Матильда (ум. после 1166), жена Альберто ди Масса, маркграфа Гави и Пароди
- Аделасия, монахиня монастыря Вандье в Провансе
- Изабелла, жена Гвидо IV графа Биандрате